# 402
Évszázadok: 4. század – 5. század – 6. század
Évtizedek: 350-es évek – 360-as évek – 370-es évek – 380-as évek – 390-es évek – 400-as évek – 410-es évek – 420-as évek – 430-as évek – 440-es évek – 450-es évek
Évek: 397 – 398 – 399 – 400 –  401 – 402 – 403 – 404 – 405 – 406 – 407

## Események

### Nyugat- és Keletrómai Birodalom
- Arcadius (keleten) és Honorius (nyugaton) császárokat választják consulnak.
- Arcadius társuralkodóvá emeli kilenc hónapos fiát, II. Theodosiust.
- Stilicho sebtében megerősített seregével megtámadja az Észak-Itáliát fosztogató és Hasta városában Honorius császárt ostromló vizigótokat. A húsvét vasárnapján vívott pollentiai csatában legyőzi a barbárokat és foglyul ejti Alarik király feleségét és gyerekeit. Stilicho felajánlja Alariknak, hogy a visszavonulásért cserébe elengedi a foglyait, de a vizigótok ennek ellenére ostrom alá veszik Veronát, ahol aztán Stilicho újabb vereséget mér rájuk.
- Honorius Mediolanumból a jobban védett Ravennába költözteti udvarát.
- Porfüriosz püspök kezdeményezésére Arcadius császár leromboltatja Gáza pogány templomait, köztük Dágón isten nagy templomát, a Marneiónt. Egyúttal katonák kutatják át a lakosok házait, hogy elkobozzák és elégessék a pogány könyveket és bálványokat.
- Arcadius Konstantinápolyba rendeli Teophilosz alexandriai pátriárkát, miután a pátriárka katonákkal gyújtatta fel a házát és megveretett négy szerzetest, akiket Órigenész követésével vádolt.
- december 21. – I. Incét pápává választják.[1]

### Korea
- Meghal Nemul, Silla királya. Utóda Silszong, aki szövetséget köt Va (japán) királyságával és túszként odaküldi Nemul fiát, a potenciális trónkövetelőt.
- Kvanggettho kogurjói király egy korábbi támadás megtorlásául rátámad Kései Jen államra és elfoglal egy fontos határerődítményt.

## Halálozások
- Quintus Aurelius Symmachus – római politikus, író, szónok
- Nemul, sillai király

## Fordítás
- Ez a szócikk részben vagy egészben  a(z)   402 című angol Wikipédia-szócikk ezen változatának fordításán alapul.  Az eredeti cikk szerkesztőit annak laptörténete sorolja fel. Ez a jelzés csupán a megfogalmazás eredetét és a szerzői jogokat jelzi, nem szolgál a cikkben szereplő információk forrásmegjelöléseként.